# Walter Schmidt (Journalist)

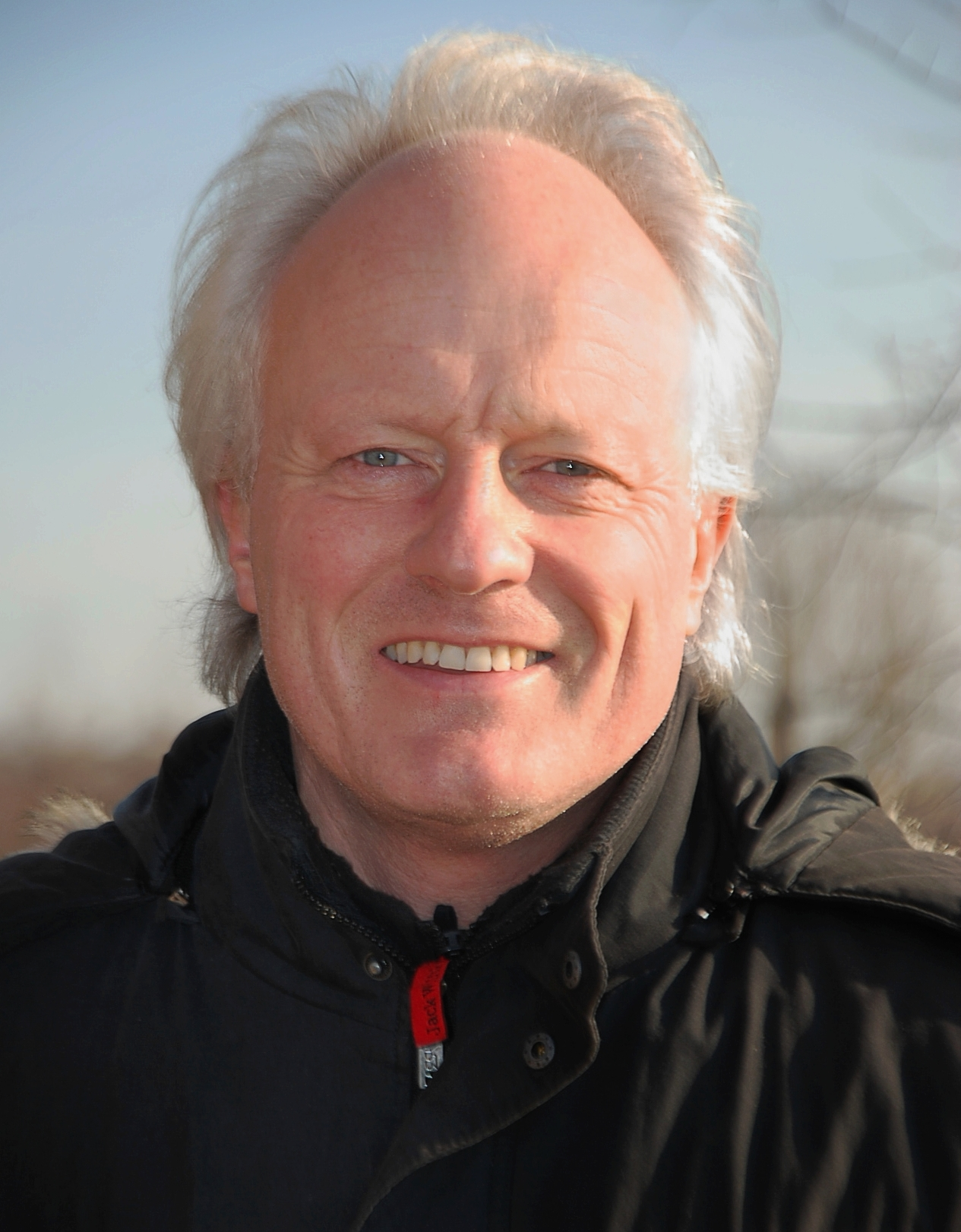
Walter Schmidt (2015)

Walter Schmidt (* 2. Februar 1965 in Saarbrücken; † 6. Oktober 2016 in Saarbrücken) war ein deutscher freier Journalist und Autor. Er publizierte vor allem populärwissenschaftliche Artikel und Bücher.

## Leben
Walter Schmidt besuchte das Otto Hahn Gymnasium in Saarbrücken und machte dort 1984 Abitur. Anschließend leistete er seinen Zivildienst auf einem Saarbrücker Abenteuerspielplatz. Von 1985 bis 1986 wirkte er mit an dem pseudodokumentarischen Spielfilm Carl Otto Darmstatt – Enthüllungen um ein saarländisches Genie und schrieb dafür überwiegende Teile des Drehbuchs. Der vom Saarländischen Rundfunk (SR) geförderte Film erhielt eine Goldmedaille beim BDFA-Wettbewerb in Berlin 1986 und nahm im gleichen Jahr außer Konkurrenz am Filmfestival Max Ophüls Preis in Saarbrücken teil.
Schmidt studierte von 1986 bis 1992 Geographie mit Schwerpunkt Physische Geographie sowie im Nebenfach Politikwissenschaft an der Universität des Saarlandes in Saarbrücken und schloss als Diplom-Geograph ab. Nebenher war er ab 1987 als freier Mitarbeiter für die Saarbrücker Zeitung tätig und absolvierte zudem Praktika beim Nachwuchs-Studio des SR („Stadtradio Saarbrücken“). Von 1989 bis 1990 belegte Schmidt zwei Auslandssemester in Geographie und Naturressourcen-Management an der Simon Fraser University (SFU) im kanadischen Vancouver. Im Sommer 1990 war er während eines Praxissemesters in den USA als „Naturalist“ (Natur- und Umweltbildung) im Custer State Park (CSP) in South Dakota tätig.
Nach Abschluss seines Studiums absolvierte Schmidt von 1993 bis 1994 eine journalistische Ausbildung an der Hamburger Henri-Nannen-Schule bei Wolf Schneider und absolvierte währenddessen Praktika bei verschiedenen Zeitungen und Zeitschriften. Von 1994 bis 1995 war er ein Jahr lang als Umweltredakteur beim Nachrichtenmagazin-Projekt Ergo des Heinrich Bauer Verlags in Hamburg tätig. Von 1996 bis 1999 arbeitete er als Pressesprecher in der Bundesgeschäftsstelle des Umweltverbandes BUND in Bonn.
Seit Ende 1999 war Schmidt als freier Journalist und Autor tätig; er lebte und arbeitete bis Ende 2015 in Bonn und war danach wieder in seiner Heimatstadt Saarbrücken ansässig. Schmidt hat verschiedentlich auch Schreibseminare über „griffiges und verständliches Deutsch“ geleitet. In den Jahren 2003 und 2004 machte er beim Bund Heimat und Umwelt in Deutschland (BHU) und der Natur- und Umweltschutzakademie NRW (NUA) eine zertifizierte Ausbildung sowohl zum Kulturlandschaftsführer als auch zum ehrenamtlichen Waldführer für den Nationalpark Eifel. Seither war er einige Jahre ehrenamtlich als Waldführer in dem Nationalpark Eifel tätig.
Schmidt veröffentlichte zahlreiche Artikel in diversen Tageszeitungen im In- und Ausland sowie in mehreren Zeitschriften. Als Wissenschaftsjournalist befasste er sich vor allem mit den Themen „Psychologie“, „Geowissenschaften“, „Umwelt“ und „Gesundheit“. Er war Mitglied im Deutschen Journalistenverband (DJV).
Außerdem schrieb Schmidt einige belletristische Werke und veröffentlichte mehrere populärwissenschaftliche Sachbücher.
Walter Schmidt war Vater einer 1998 geborenen Tochter. Er starb im Alter von 51 Jahren an einem Herzinfarkt beim Fahrradfahren.

## Literarisches Schaffen
Schmidt befasste sich als Autor neben einigen belletristischen Arbeiten vor allem mit populärwissenschaftlichen Sachbüchern, wobei sein Themenspektrum von räumlicher Psychologie und Psychosomatik über den Weisheitsgehalt von Sprichwörtern bis zu Erziehungsfragen reicht.
1998 erschien seine Erzählung Die kalten Füße der Frauen beim zu Rowohlt gehörenden Wunderlich Verlag.

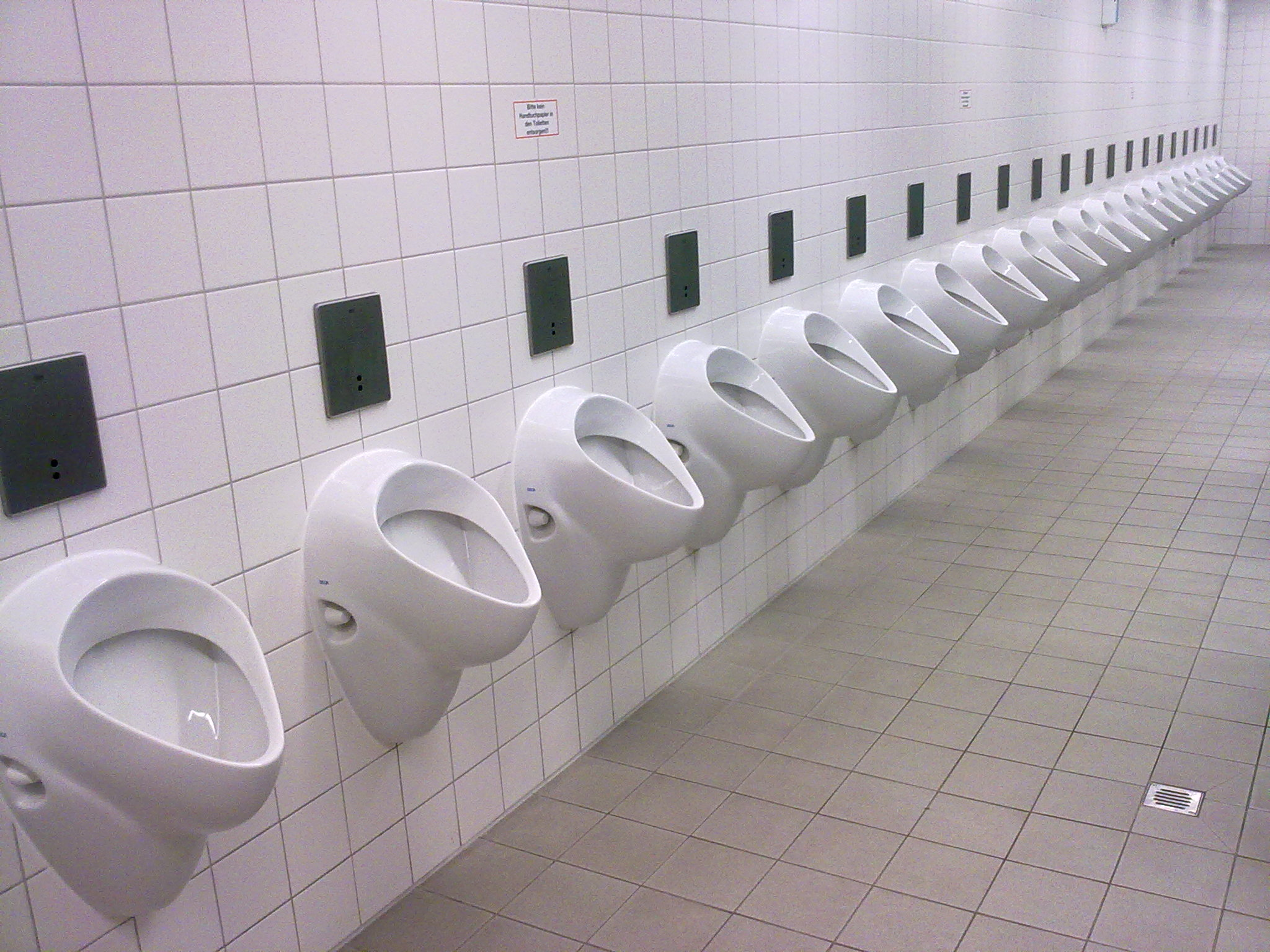
In seinem Sachbuch Warum Männer nicht nebeneinander pinkeln wollen (2013) untersucht Walter Schmidt dieses und andere Rätsel der räumlichen Psychologie.

Zudem veröffentlichte Schmidt seit Anfang der 2010er Jahre mehrere Sachbücher. So erschien im Frühjahr 2011 beim Gütersloher Verlagshaus sein erstes Sachbuch, Dicker Hals und kalte Füße, für das er zahlreiche Redensarten über innere Konflikte, über Gefühle und ihre körperlichen Symptome, aufspürte und auf ihren Wahrheitsgehalt überprüfte. Bei seiner kritischen Betrachtung solcher Redensarten lässt Schmidt mehrere Fachleute zu Wort kommen und vermittelt nebenher sowohl Allgemeinwissen über den Körper und seine Funktionen als auch neue Erkenntnisse der Psychosomatik. Das Buch wurde 2012 mit dem Publizistik-Preis der Stiftung Gesundheit ausgezeichnet; 2013 erschien eine Taschenbuchausgabe beim Goldmann Verlag.
2012 und 2013 folgten zwei weitere Sachbücher, die beide bei Rowohlt herauskamen. In seinem Werk Morgenstund ist ungesund von 2012 stellt Schmidt alltägliche Sprichwörter auf den Prüfstand und untersucht anhand von wissenschaftlichen Erkenntnissen und ethischen Überlegungen, welche Lebensweisheiten heute noch sinnhaltig sind. In seinem 2013 erschienenen Buch, das unter dem Titel Warum Männer nicht nebeneinander pinkeln wollen herauskam, präsentiert Schmidt Antworten auf Fragen der räumlichen Psychologie. Dabei „deckt [er] die verborgene Logik hinter unserem alltäglichen Verhalten auf“ – und analysiert unter anderem auch das im Buchtitel aufgezeigte Rätsel, warum Männer nicht nebeneinander pinkeln wollen: „Kurz: Weil dicht aneinander gereihte öffentliche Urinale weniger als [etwa] einen halben Meter Abstand […] [zum nächsten Benutzer bieten], was den Intimbereich des Mannes verletzt“.
2014 erschien beim Eichborn Verlag unter dem Titel Solange du deine Füße … sein viertes Sachbuch, in dem er sich mit den Hintergründen von Erziehungsfloskeln befasste. Schmidt untersucht zahlreiche typische, meist über Generationen weitergereichte „Elternfloskeln“ und hinterfragt anhand von Geschichten und Expertenmeinungen „Sinn und Nutzen“ der einzelnen Phrasen. Dabei verarbeitete Schmidt, selbst Vater einer Tochter, auch eigene Erfahrungen mit „typischen Elternsprüchen“ sowohl aus der eigenen Kindheit als auch aus seiner Vaterrolle.

## Auszeichnungen und Ehrungen
- 2012: Publizistik-Preis der Stiftung Gesundheit für das Sachbuch Dicker Hals und kalte Füße[9]

## Veröffentlichungen
Belletristik
- Die kalten Füße der Frauen. Eine Liebesgeschichte (= Wunderlich-Taschenbuch, Nr 26074). Rowohlt/Wunderlich, Reinbek bei Hamburg 1998, ISBN 3-499-26074-3.

Sachbücher
- Dicker Hals und kalte Füße. Was Redensarten über Körper und Seele verraten. Eine heitere Einführung in die Psychosomatik. Gütersloher Verlagshaus, Gütersloh 2011, ISBN 978-3-579-06745-2 (Rezension auf Spektrum.de);
auch als E-Book (epub): ebd. 2011, ISBN 978-3-641-05958-3; als Taschenbuchausgabe: Goldmann (= Nr. 15749), München 2013, ISBN 978-3-442-15749-5.
- Morgenstund ist ungesund. Unsere Sprichwörter auf dem Prüfstand (= Rororo, Nr. 62966). Rowohlt Taschenbuch Verlag, Reinbek bei Hamburg 2012, ISBN 978-3-499-62966-2 (Rezension beim Deutschlandfunk);
auch als E-Book (epub): ebd. 2012, ISBN 978-3-644-46611-1.
- Warum Männer nicht nebeneinander pinkeln wollen – und andere Rätsel der räumlichen Psychologie (= Rororo, Nr. 62996). Mit Illustrationen von Oliver Weiss. Rowohlt Taschenbuch Verlag, Reinbek bei Hamburg 2013, ISBN 978-3-499-62996-9 (Rezension auf Spektrum.de);
auch als E-Book (epub): ebd. 2013, ISBN 978-3-499-62996-9.
- Solange du deine Füße … Was Erziehungsfloskeln über uns verraten. Eichborn, Köln 2014, ISBN 978-3-8479-0563-9 (Rezension in Die Presse, Österreich);
auch als E-Book (epub): Bastei Entertainment, Köln 2014, ISBN 978-3-8387-5297-6.